# Popis kurija u Hrvatskoj
Popis kurija u Hrvatskoj
- Kurija Erdody, Kumrovec
- Kurija Galjuf, Prečec
- Kurija Drašković, Rečica (Karlovac)
- Kurija Ratkaj, Kraj Donji
- Kurija Keglević,Topolovac (Sisak)
- Kurija Janković, Pakrac
- Kurija Čalinec, Čalinec
- Kurija Mihalović, Feričanci
- Kurija Trnovec, Trnovec
- Kurija Kušević, Kuzmica
- Kurija Alapić, Vukovina
- Kurija Modić-Bedeković, Donja Lomnica
- Kurija Patačić , Vinica
- Kurija Erdody, Kutina
- Kurija Drašković (Blahimir), Božjakovina
- Kurija Tomašnica, Tomašnica
- Kurija Zorkovac, Zorkovac
- Kurija Nugent, Turanj (Karlovac)
- Kurija Vukasović, Netretić
- Kurija Bohutinsky (Marković), Stajnica
- Kurija Rakoczy, Mihovljan
- Kurija Medven, Medven Draga
- Kurija Vergot, Cerovica
- Kurija Adamović, Aljmaš
- Kurija Lentulaj
- Kurija Matachich - Dolansky, Vinica
- Kurija Brnjaković, Ilok